# おからの華
『おからの華』（おからのはな）は、1974年10月7日から1975年12月29日まで日本テレビ系列で全65話が毎週月曜22:00 - 22:55（JST。1975年10月以降は22:54まで）に放送された、よみうりテレビ制作の連続テレビドラマ。

## 概要
番宣コピーは「『笑（わ）ろてもかまいまへん…』 豆腐に賭けた女の半生」。明治時代から代々続く豆腐屋を舞台に、豆腐作りに魅せられた1人の女性の執念と半世紀を描いた。原作・脚本は花登筺が担当し、以降1980年放送の『お初天神』まで同枠の連続ドラマに携わることとなった。
当初、全26回の予定でスタートしたが、最終的に9か月延長して1年3か月続いた。

## あらすじ
ヒロイン・卯川うさは、瀬戸内海航路の船員をしていた父が遭難して亡くなった以後は高知県・後免で母と二人で農家の手伝いをしながら細々暮らしていた。しかしある日、父の元同僚でうさ達母娘の面倒を見ていた瀬木が母と不倫関係になっているのを知り、ショックを受けて幼馴染みの甚太に相談、甚太は二人を別れさせる手段をあれこれ考え出したが、そうこうするうちに、うさは家出同然で後免を飛び出し大阪へ。うさはまず口入屋の紹介で表具屋「松風堂」に奉公に入り、後（第6話）に大阪港近くの宿屋「浜乃屋」に女中として転職。更にその後（第14話）、井筒豆腐店に勤め始める。甚太もうさの後を追うように大阪へ渡り、高級料亭「安梅」に勤め始める。そして（第21話）、うさは甚太と共に「モスリン豆腐」の旗を揚げ、二人で豆腐販売を始める太平洋戦争終戦頃までを描いた。

## 配役
- 卯川うさ：中村玉緒
- 甚太：左とん平
- 井筒藤八郎：藤岡琢也 - 井筒豆腐店の主人。
- 井筒一郎：本郷功次郎 - 藤八郎の息子。大阪大学に通い、外交官を目指す秀才。
- 井筒久子：江夏夕子 - 藤八郎の娘。
- 中川：沖雅也 - 一郎の後輩。
- 木田弥生：有馬稲子 - 中川のいとこ。
- 木田良之助：曾我廼家明蝶 - 弥生の父。
- 卯川ふく子：日高澄子 - うさの母。
- 瀬木：浅香春彦
- よね：初音礼子
- 三宅：石井均 - 一郎と弥生の叔父。
- 松風堂主人・松吉：若宮大祐
- 里子：萬代峰子 - 松吉の妻。
- つた子：柴田美保子 - 松風堂の若女将。
- 常一：頭師孝雄 - つた子の夫。
- 浜乃屋主人・虎太郎：髙田次郎
- つる子：森明子
- 船長：有島一郎 - 甚太を大阪で乗せて来た船長。退任後は神戸でコーヒー店を経営。
- 前岡：浮田左武郎 - 浜乃屋の常連客で、富山の薬工場社長。
- 安梅の主人：曾我廼家五郎八
- 医師・千也：小松方正 - 藤八郎の幼馴染み。
- 豆腐屋：里見たかし
- 木田屋経理担当・渡辺：玉村駿太郎
- 不良学生・飯塚：谷岡行二
- 夕子の学校の教務：初井言榮
- 卯の花の主人・西村：谷幹一
- 平田：三上真一郎
- 山口：三景啓司
- から子：中山恵子 - うさの娘。
- 藤一：渋谷義人 - 一郎の息子。
- 武智豊子
- 藤代佳子
- 二世中村鴈治郎（特別出演）

## スタッフ
- 原作・脚本：花登筺
- プロデューサー：大貫伊佐雄、香坂信之、志波英樹
- 演出：荻野慶人
- 音楽：加納光紀
- 技術協力：東通
- スタジオ：日比谷スタジオ
- 製作：よみうりテレビ、東宝

## サブタイトル
1. 1974年10月7日 「うさの家出」
2. 1974年10月14日 「母心・娘ごころ」
3. 1974年10月21日 「初奉公」
4. 1974年10月28日 「嘘をつくなら」
5. 1974年11月4日 「背のびをするな」
6. 1974年11月11日 「くさった豆腐」
7. 1974年11月18日 「変った夫婦」
8. 1974年11月25日 「こわれた豆腐」
9. 1974年12月2日 「人間の売りもの」
10. 1974年12月9日 「ほんまの売りもん」
11. 1974年12月16日 「たくらみ」
12. 1974年12月23日 「欲ぼけ」
13. 1974年12月30日 「取らぬ狸の」
14. 1975年1月6日 「おからの大将」
15. 1975年1月13日 「あこがれ」
16. 1975年1月20日 「特別のおから」
17. 1975年1月27日 「豆腐屋はやめん」
18. 1975年2月3日 「子不孝」
19. 1975年2月10日 「親孝行」
20. 1975年2月17日 「再会」
21. 1975年2月24日 「儲けます」
22. 1975年3月3日 「早い者勝ち」
23. 1975年3月10日 「豆腐とおからは親子」
24. 1975年3月17日 「内心・本心」
25. 1975年3月24日 「奉公人を見ろ!」
26. 1975年3月31日 「朝陽と夕陽」
27. 1975年4月7日 「久子の退学」
28. 1975年4月14日 「隠しごと」
29. 1975年4月21日 「阿呆な娘」
30. 1975年4月28日 「だまし・だまされ」
31. 1975年5月5日 「自分の立場」
32. 1975年5月12日 「売るむずかしさ」
33. 1975年5月19日 「売りたい一心」
34. 1975年5月26日 「おからの心」
35. 1975年6月2日 「人は誠心」
36. 1975年6月9日 「鯛と鰯」
37. 1975年6月16日 「おからと絹ごし」
38. 1975年6月23日 「親と子」
39. 1975年6月30日 「縁談が…」
40. 1975年7月7日 「甚太の気持ち」
41. 1975年7月14日 「荒削りのおから」
42. 1975年7月21日 「おから料理で!」
43. 1975年7月28日 「嘘の料理」
44. 1975年8月4日 「黒い足袋」
45. 1975年8月11日 「うさと弥生」
46. 1975年8月18日 「悲しい親代り」
47. 1975年8月25日 「悩む甚太」
48. 1975年9月1日 「一郎の就職は…」
49. 1975年9月8日 「甚太の決意」
50. 1975年9月15日 「つむじ曲り」
51. 1975年9月22日 「責任を取れ!」
52. 1975年9月29日 「妊娠?」
53. 1975年10月6日 「結婚式」
54. 1975年10月13日 「親と子」
55. 1975年10月20日 「別れ!」
56. 1975年10月27日 「甚太と久子」
57. 1975年11月3日 「孫二人」
58. 1975年11月10日 「藤八郎の死」
59. 1975年11月17日 「妻と子供」
60. 1975年11月24日 「おからの味」
61. 1975年12月1日 「母親の心」
62. 1975年12月8日 「母親の気持ち」
63. 1975年12月15日 「ママと母ちゃん」
64. 1975年12月22日 「女心・母心」
65. 1975年12月29日 「おからの桃」

## 備考
- ミヤギテレビと広島テレビはクロスネットが解消した1975年10月から末期の3ヶ月のみ同時ネットしている。